# Magdalena von Brandenburg (1460–1496)

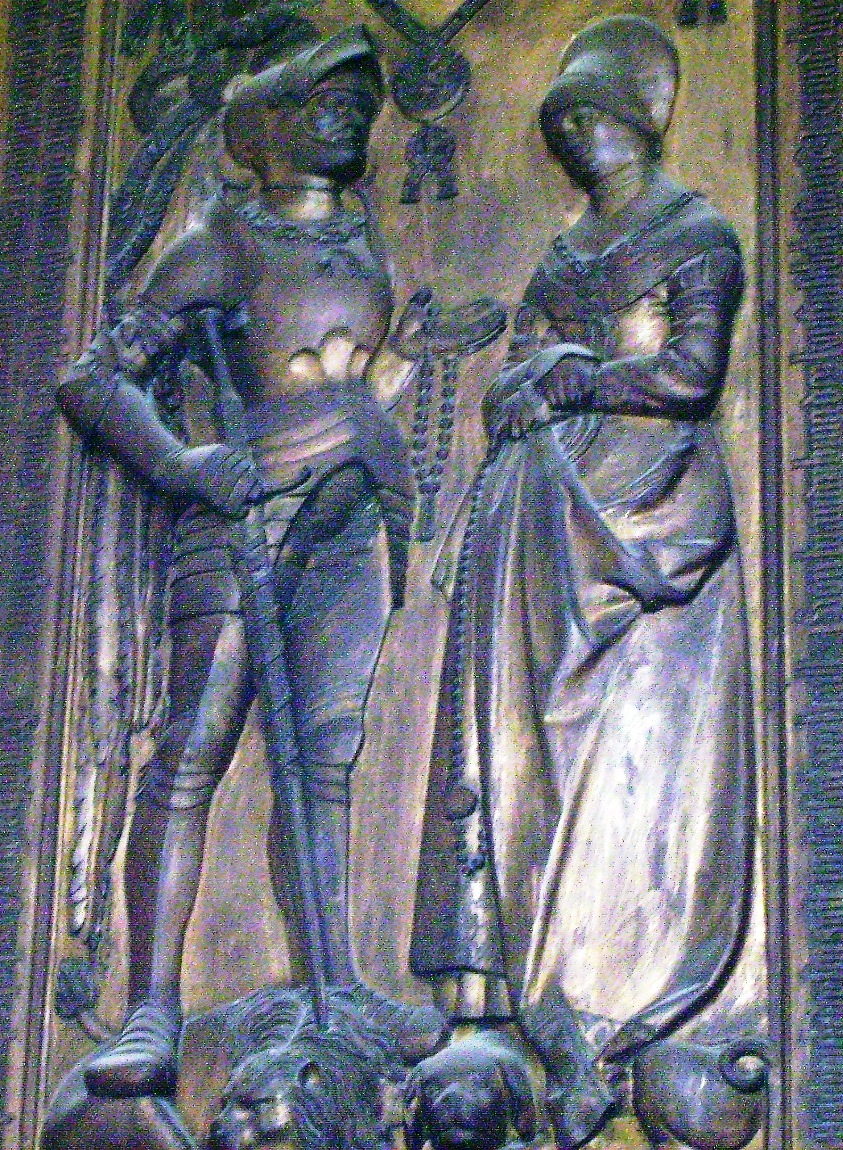
Grabplatte Magdalenas und ihres Mannes in der Stiftskirche von Hechingen

Magdalena von Brandenburg (* 1460 in Tangermünde; † 17. Juni 1496 auf der Burg Hohenzollern) war eine Prinzessin von Brandenburg und durch Heirat Gräfin von Hohenzollern.

## Leben
Magdalena war das einzige Kind des Markgrafen Friedrich III. von Brandenburg (1424–1463) aus dessen Ehe mit Agnes (1436–1512), Tochter des Herzogs Barnim VIII. von Pommern.
Sie heiratete am 17. Juni 1482 im Berliner Schloss Graf Eitel Friedrich II. von Hohenzollern (1452–1512). Für das Haus Hohenzollern war die Verbindung der schwäbischen und der brandenburgischen Linie von Bedeutung; Magdalena wurde die Stammmutter der Fürsten von Hohenzollern-Hechingen und Hohenzollern-Sigmaringen.
Magdalena wurde in der katholischen Stiftskirche St. Jakob in Hechingen bestattet. Ihre Grabplatte neben dem Hochaltar, vermutlich von dem Nürnberger Bildhauer Peter Vischer geschaffen, stellt sie gemeinsam mit ihrem Mann dar. Magdalena ist hier in altdeutscher Tracht mit dem Schwanenorden um den Hals abgebildet; zu ihren Füßen ein Hund, das Symbol weiblicher Treue. Das Grabmal gehört zu den großen Kunstschätzen Hechingens.

## Nachkommen
Aus ihrer Ehe hatte Magdalena folgende Kinder:
- Wolfgang (1483/84–1517), Graf von Hohenzollern

⚭ ca. 1503 Prinzessin Rosine von Baden (1487–1554)
- Wandelberta (ca. 1484–1553)

⚭ 1507 Graf Albrecht III. von Hohenlohe-Weikersheim († 1551)
- Joachim (1485/86–1538)

⚭ 1513 Anastasia von Stoffeln († 1530)
- Maria Salome (1488–1548)

⚭ 1507 Graf Ludwig XV. von Oettingen († 1557)
- Eitel Friedrich III. (1494–1525), Graf von Hohenzollern

⚭ 1515 Johanna von Witthem († 1544)
- Anna (1496–1530), Nonne